# رأس مال

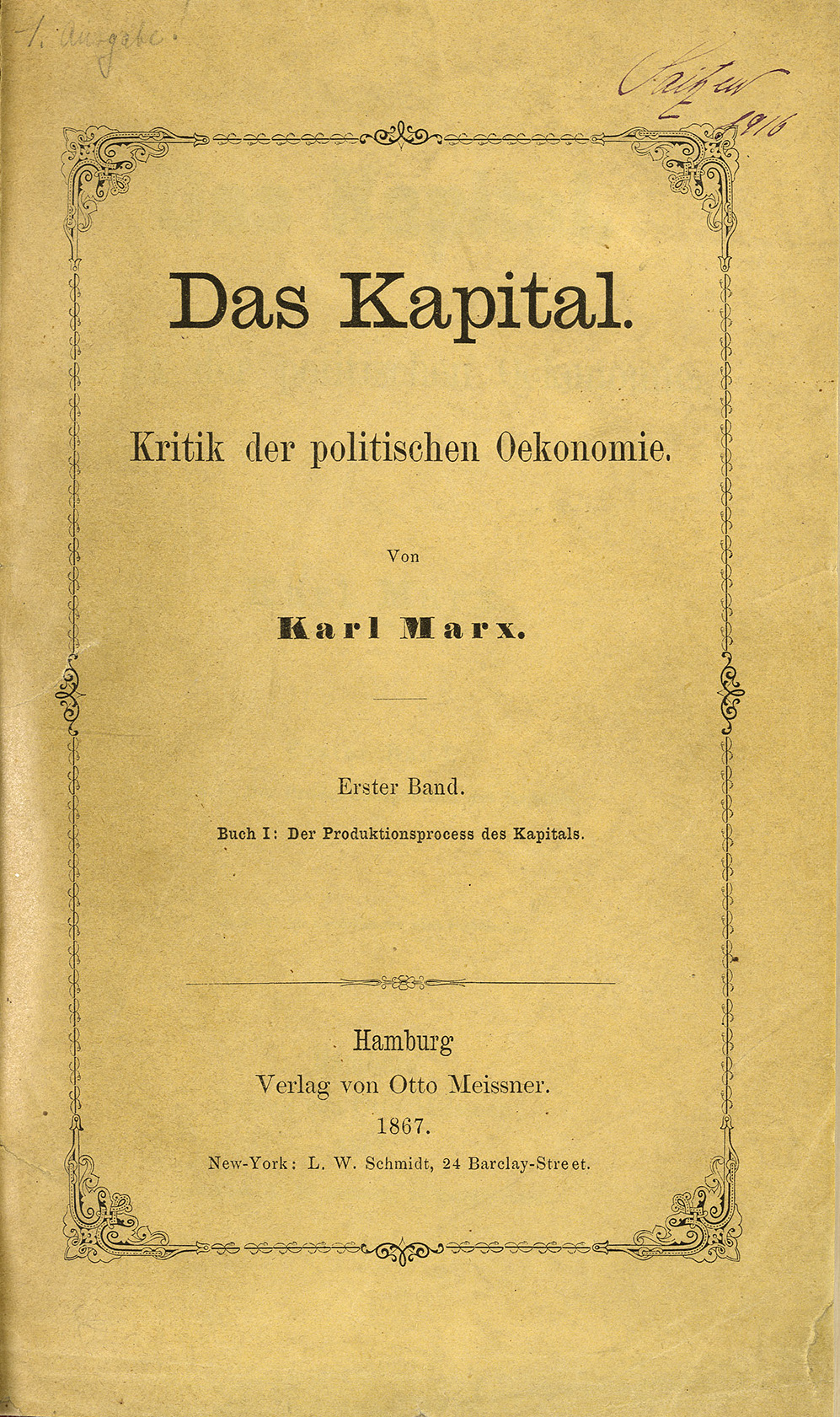

رأس المال (بالإنجليزية: Capital) هو مصطلح اقتصادي يُقصد بهِ الأموال والمواد والأدوات اللازمة لإنشاء نشاط اقتصادي أو تجاري ويكون الهدف من المشروع الربح أو الإعلام أو الأعمال الإنسانية.
ويعتبر رأس المال هو المحرك الأساسي لأي مشروع أو عمل إستثماري يهدف لزيادة القدرة الإنتاجية لأي جهة، ويتكون من مجموعات أساسية غير متجانسة يتفرع من كل منها أشكال فرعية من العوامل القادرة على الإنتاج مثل الأدوات والمواد الخام، وإدارة الموارد البشرية النادرة والمواد المساعدة في الإنتاج.
يمكن زيادة رأس المال من خلال استخدام عوامل الإنتاج، والتي تستثني بعض السلع المعمرة مثل المنازل والسيارات الشخصية التي لا تستخدم في إنتاج السلع والخدمات القابلة للبيع.

## أقسام رأس المال
يقسم رأس المال إلى:
- رأس المال الثابت الذي يشمل المواد التي لا تتغير ولا تدخل في التبادل التجاري أو الاستهلاك ضمن دورات الإنتاج، ومن أهم الأمثلة عن رأس المال الثابت في معظم النشاطات الاقتصادية هو الأرض، والبناء، والمنشآت، والآلات، والتجهيزات الضرورية، والطاقة المحركة.
- رأس المال المتحرك وهو كل المواد والسلع التي تدخل في الإنتاج ولها قيمة مباشرة في قيمة السلعة المنتجة وبشكل مختصر هو كل المواد التي تدخل في دورة اقتصادية متجددة، وأهم الأمثلة حول رأس المال في مجال الصناعة هي المواد الخام التي تصنع، والأيدي العاملة الأجيرة.

وقد ذكر كارل ماركس في كتابهِ رأس المال أن العصور الوسطى خلفت شكلين متميزين من أشكال رأس المال، وهما رأس المال الربوي ورأس المال التجاري.

## رأس المال الكلي
رأس المال الكلي وهو قيمة كافة المواد والوسائل والأدوات والأيدي العاملة الثابتة والمتحركة اللازمة لإنتاج دورة اقتصادية كاملة والدورة الاقتصادية هي الفترة الزمنية اللازمة لإعادة تجديد رأس المال المتحرك.